# Joan Carrillo
Joan Carrillo (Monistrol de Montserrat, Barcelona, 8 de septiembre de 1968) es un entrenador de fútbol español. Su hermano, Lluís Carrillo, también es entrenador.

## Trayectoria

### Como jugador
En su época de futbolista, Joan Carrillo jugaba como centrocampista. Debutó en el CF Lloret en 1988. Posteriormente pasó por Girona FC, FC Andorra, RCD Espanyol "B", Poli Ejido, Palamós CF y UE Vilassar, donde se retiró en 2001.

### Como entrenador
Inicios
Poco después de retirarse, comenzó a entrenar en las categorías inferiores del RCD Espanyol.
Girona FC
En julio de 2006, fue contratado como nuevo técnico del Girona FC, de Tercera División. Fue despedido en febrero de 2007 por una mala racha de resultados, aunque el equipo todavía estaba en puestos de "play-off" de ascenso.
RCD Espanyol
Al año siguiente, regresó al Espanyol, siendo nombrado nuevo asistente del Espanyol "B". El filial blanquiazul fue campeón de su grupo y logró el ascenso a Segunda División B en mayo de 2009.
En verano de 2009, pasó a ser ayudante de Mauricio Pochettino, entrenador del primer equipo del RCD Espanyol.
Videoton FC
En 2011, se fue al Videoton FC de Hungría, incorporándose al cuerpo técnico de Paulo Sousa primero, y de José Manuel Gomes después. El cese de este último en junio de 2014 le permitió hacerse cargo del equipo. Pese a ganar la Ligakupa, fue destituido en junio de 2015 por divergencias con la entidad.
UD Almería
En octubre de 2015, se convirtió en el nuevo técnico de la UD Almería. Dirigió al equipo andaluz en 9 partidos, con un balance de tres derrotas y seis empates, hasta que fue cesado tras solo 2 meses en el banquillo, dejando al elenco rojiblanco como colista de Segunda División.
Hajduk Split
El 5 de diciembre de 2016, se hizo cargo del Hajduk Split de Croacia. Sin embargo, fue despedido el 6 de noviembre de 2017, tras una serie de malos resultados.
Wisła Cracovia
El 11 de diciembre de 2017, fue presentado como nuevo técnico del Wisła Cracovia de la Ekstraklasa a partir del año 2018, pero dejaría el banquillo en apenas un mes.
Fehérvár FC
El 25 de noviembre de 2019 se convierte en entrenador del MOL Fehérvár FC de la Primera División húngara, tras la destitución de Marko Nikolić que estaba durante dos temporadas al frente del club húngaro. Carrillo regresa al club con el que se proclamó campeón de la Primera División húngara en 2015. Dirigió al conjunto húngaro durante 27 partidos durante la temporada 2019-20, saliendo del club en julio de 2020.
AEK Larnaca
El 22 de septiembre de 2020, firmó como entrenador del AEK Larnaca de la Primera División de Chipre, tras la destitución del técnico español David Caneda Pérez. El 24 de noviembre de 2020, fue destituido del cargo.
Debreceni VSC
El 12 de noviembre de 2021, fue contratado por el Debreceni VSC de la Nemzeti Bajnokság I de Hungría. Finalmente, el 4 de julio de 2022, fue destituido como entrenador del Debreceni VSC.
CD Lugo
El 1 de febrero de 2023, se convirtió en entrenador del Club Deportivo Lugo de la Segunda División de España. El 6 de marzo de 2023, fue destituido del cargo tras conseguir 2 puntos de 15 posibles, dejando al equipo  albivermello 22° clasificado con 23 puntos.

## Clubes

### Como jugador
| Club             | País    | Año     |
| ---------------- | ------- | ------- |
| CF Lloret        | España  | 1988-90 |
| Girona FC        | España  | 1990-91 |
| FC Andorra       | Andorra | 1991-94 |
| RCD Espanyol "B" | España  | 1994-96 |
| Poli Ejido       | España  | 1996-98 |
| Palamós CF       | España  | 1998-99 |
| UE Vilassar      | España  | 1999-01 |

### Como entrenador
| Club           | País    | Año     | P  | PG | PE | PP | % v.  |
| -------------- | ------- | ------- | -- | -- | -- | -- | ----- |
| Girona FC      | España  | 2006-07 | 23 | 13 | 4  | 6  | 56.52 |
| Videoton FC    | Hungría | 2014-15 | 37 | 28 | 5  | 4  | 75.68 |
| UD Almería     | España  | 2015    | 9  | 0  | 6  | 3  | 0     |
| Hajduk Split   | Croacia | 2016-17 | 21 | 10 | 6  | 5  | 47.62 |
| Wisła Cracovia | Polonia | 2018    | 16 | 6  | 6  | 4  | 37.5  |
| Videoton FC    | Hungría | 2019-20 | 27 | 13 | 10 | 4  | 48.15 |
| AEK Larnaca    | Chipre  | 2020    | 6  | 3  | 0  | 3  | 50    |
| Debreceni VSC  | Hungría | 2021-22 | 21 | 7  | 5  | 9  | 33.33 |
| CD Lugo        | España  | 2023    | 5  | 0  | 2  | 3  | 0     |